# Welshe mythologie
De Welshe mythologie is mythologie van voorchristelijk Wales, zoals die overgeleverd is in middeleeuwse manuscripten zoals het Rode Boek van Hergest en het Witte Boek van Rhydderch, het Boek van Aneirin en het Boek van Taliesin.